# Carlos Diehz
Carlos Diehz (Città del Messico, 1971) è un architetto e attore messicano.

## Biografia

### Gioventù
Carlos Diehz è nato nel 1971 a Città del Messico, e fin dall'infanzia ha mostrato interesse per le arti come disegno, pittura e canto. Nonostante un interesse per la recitazione durante la frequentazione del liceo, non intraprese questa carriera a causa della timidezza. Laureato in architettura, si è trasferito in Canada nel 2009 stabilendosi a Vancouver, nella Columbia Britannica.

### Carriera da attore
Nel 2022 Diehz ha recitato in due cortometraggi studenteschi, The Vegan Vampire e It Gets Dark Too Early.
La svolta è arrivato nel 2024 con il film thriller-religioso Conclave, diretto da Edward Berger e basato sull'omonimo romanzo di Robert Harris. La ricerca di casting a livello globale, diretta da Nina Gold, si è conclusa con la scelta di Diehz per interpretare il cardinale Vincent Benítez, al termine di una serie di audizioni tenutesi nel 2022 nelle quali il regista chiese a Diehz cosa avesse in mente per il personaggio, apprezzandone la visione.
Nel romanzo Benítez è di origine filippina, ma nell'adattamento cinematografico è stato cambiato in messicano per riflettere le sue origini. Durante le riprese, Diehz ha ricevuto tutoraggio da co-protagonisti come Ralph Fiennes e John Lithgow, che gli hanno offerto consigli sulle tecniche di recitazione e sulla gestione dell'ansia da palcoscenico.

### Vita privata
Sposato e residente a Vancouver, nel 2020, dopo che i suoi figli hanno lasciato la casa di famiglia, per un periodo ha sofferto della sindrome del nido vuoto. Per risollevare il morale, ha voluto imparare qualcosa di nuovo e ha ripreso la sua passione per la recitazione, iscrivendosi a workshop online durante la pandemia di COVID-19. Considerando inizialmente la recitazione solo come un hobby, si è impegnato seriamente su suggerimento dei suoi insegnanti.

## Filmografia
- The Vegan Vampire, regia di Rashi Sethi (2022) – cortometraggio
- It Gets Dark Too Early, regia di Rebeca Spiegel (2022) – cortometraggio
- Conclave, regia di Edward Berger (2024)

## Doppiatori italiani
Nelle versioni in italiano delle opere in cui ha recitato, Carlos Diehz è stato doppiato da:
- Roberto Gammino in Conclave